# Heidelberg Army Heliport

i7
i11
i13
Der Heidelberg Army Heliport (AHP, IATA-Code: QHD, ICAO-Code: ETIE), zuvor Heidelberg Army Airfield, ist ein ehemaliger Militärflugplatz der US Army im Heidelberger Stadtteil Kirchheim, der nach der Verlegung der amerikanischen Flugzeuge nach Mannheim und Wiesbaden im September 2002 nur noch als Hubschrauberlandeplatz (Heliport) benutzt wurde. Im Zuge der Konversion der Standorte der US-Armee in Schwetzingen, Heidelberg und Mannheim bis 2015 wurde der Heliport am 30. April 2014 an die Bundesanstalt für Immobilienaufgaben übergeben. Ein Teil des Areals war vom Landmaschinenhersteller John Deere genutzt.

## Geschichte
Der Flugplatz wurde angelegt, nachdem die US Army ab April 1945 einen Stützpunkt angelegt hatte und am 23. August 1948 die ehemalige Großdeutschland-Kaserne Sitz des amerikanischen Hauptquartiers wurde. Das Rollfeld bestand zunächst nur aus einer Rasenfläche und wurde erst 1954 befestigt. Der ausgebaute Flugplatz verfügte über zwei Landebahnen, eine in ungefährer Nord-Süd- (401 × 12 m) und die andere in ungefährer Ost-West-Richtung (1067 × 30 m).

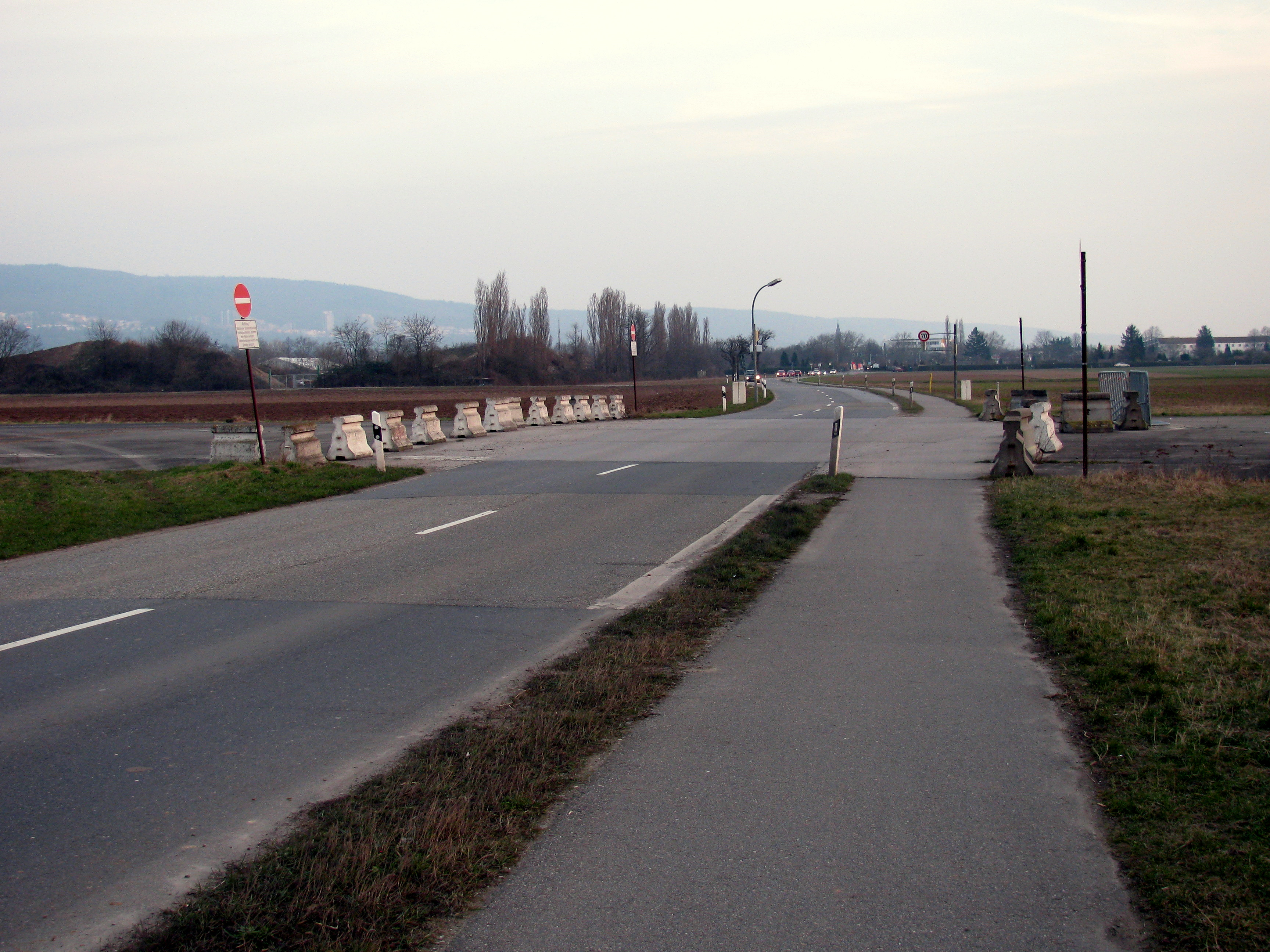
Kreuzung der Kreisstraße K 9706 mit dem östlichen Teil der stillgelegten Landebahn 08/26

Im Zuge der Verlegung des USAREUR-Hauptquartiers nach Wiesbaden wurde der Flugplatz 2013 geschlossen. Eine weitere Verwendung des Militärflugplatzes als ziviler Flugplatz war aufgrund des gefährlichen und schwierigen Anflugs aus östlicher Richtung und der relativ kurzen Landebahn unwahrscheinlich. Zudem quert die Kreisstraße 9706 den östlichen Teil der Landebahn 08/26. Außerdem beschwerten sich einige der Anwohner des angrenzenden Heidelberger Stadtteils Pfaffengrund bereits in der Vergangenheit über Fluglärm. Verwendet wurde der Flugplatz seit der Umfunktionierung zum Heliport nur noch im Rahmen von Maßnahmen der medizinischen Notfallhilfe oder der öffentlichen Sicherheit sowie für Einsätze zur Unterstützung der umliegenden Einrichtungen der US-Armee.
Im Jahr 2025 hat ein Ultraleichtflugzeug, an dem die Frontscheibe zerbrochen ist, eine Notlandung auf dem Flugplatz ausgeführt.

## Einheiten und Einrichtungen

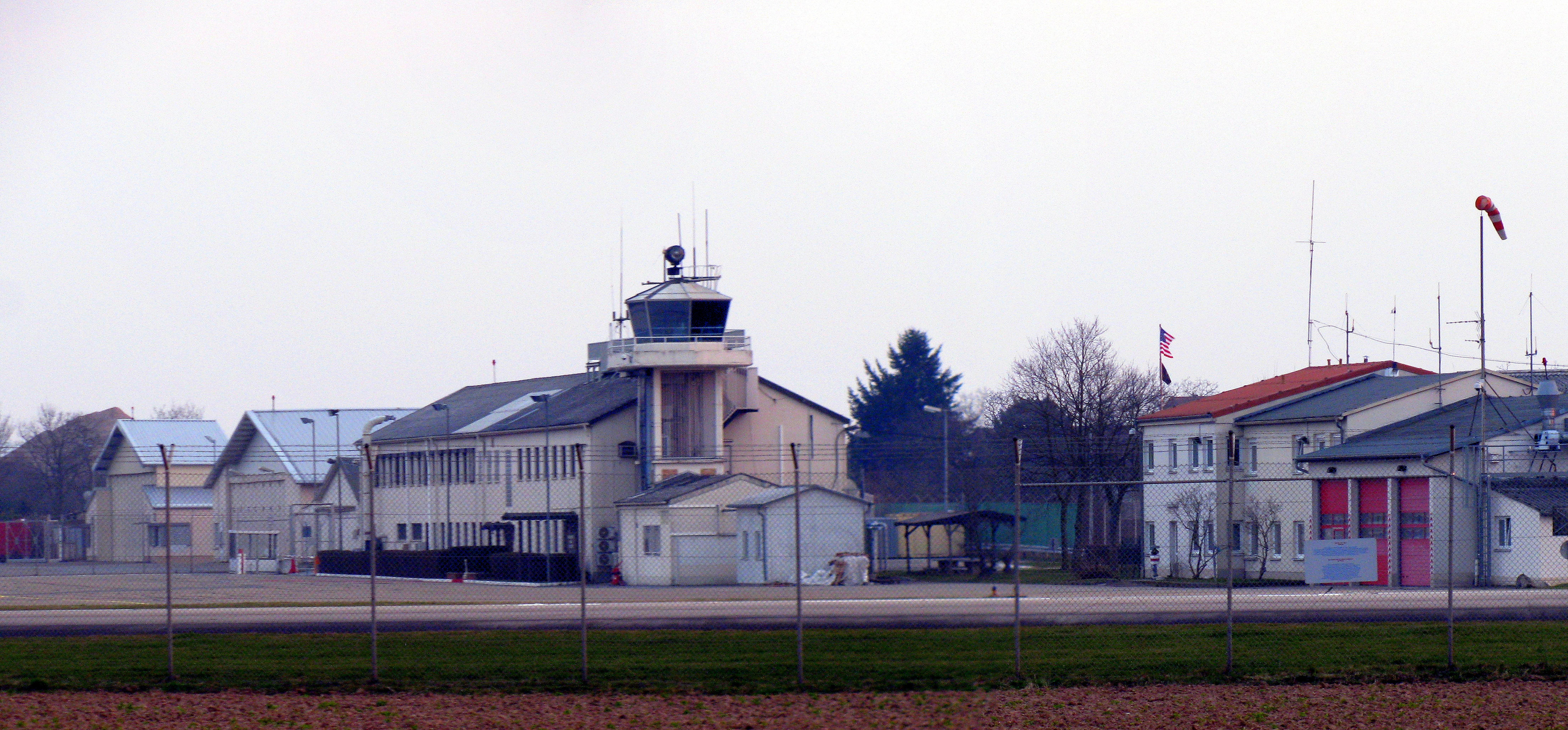
Vorfeld und Tower vor dem Abzug der US-Armee

Zuständig für die Verwaltung des Heliports war zur Aufgabe der Leiter der Abteilung Heeresflieger der USAREUR/7A. Ursprünglich war das zunächst das 207. Luftfahrt-Regiment in Heidelberg stationiert, welches jedoch in die 214. Luftfahrt-Kompanie umbenannt wurde, ehe diese wiederum 2006 an die 12. Kampf-Heeresfliegerbrigade angeschlossen wurde.
Die Anlage umfasst eine Fläche von 15,6 (nach anderen Angaben 16,8) Hektar, von denen, ohne die Landeflächen, 1,8 Hektar überbaut sind. Dort stehen insgesamt 14 Gebäude: der Tower, acht Hallen sowie fünf weitere ein- oder zweistöckige Gebäude.

## Konversion
Im Oktober 2014 wurde bekannt, dass das Areal des ehemaligen Flugplatzes von November 2014 bis Mai 2016 durch den weltmarktführenden Landtechnik-Hersteller John Deere zeitweise angemietet wird. John Deere betreibt im nahegelegenen Mannheim und Bruchsal Werke und nutzt den Flugplatz zur Produktpräsentation unter Praxisbedingungen und Schulung von Vertriebspartnern.
Es gab immer wieder Überlegungen für Nachnutzen.
Es werden immer wieder temporäre Vermietungen vorgenommen, u. a. auch für das Musikvideo "Dark Knight", welches vom Frankfurter Deutschrapper „Mattschwarz Rose Gold“ am Heidelberg Army Heliport gedreht wurde.
Im Jahr 2023 wurde vom Gemeinderat Heidelberg ein Konzept zur Zwischennutzung beschlossen, dass in den Sommermonaten auf dem Airfield kleinere, öffentliche Veranstaltungen und Aktivitäten aus den Bereichen Sport, Freizeit und Kultur ermöglicht werden sollen. Im Jahr 2024 wurde es als Festivalgelände für „Air Beats Open Air“ mit 2500 Zuschauern genutzt.
Im Jahr 2025 wurde vom Gemeinderat ein Nachnutzungskonzept diskutiert, welches Elemente des Landwirtschaftsparks, eine Veranstaltungsfläche und flexible Freizeitangebote vorsieht und in der Folge auch so genutzt wurde, u. a. für ein.